# Ronen
Ronen (hebräisch: רוֹנֶן) ist ein hebräischer männlicher Vorname und Familienname, abgeleitet von hebr. רוֹן (ron) mit der Bedeutung „Lied“; „Freude“.

## Namensträger

### Vorname
- Ronen Altman Kaydar (* 1972), israelischer Schriftsteller, Dichter und Übersetzer
- Ronen Bar (* 1965), israelischer Geheimdienstler
- Ronen Bergman (* 1972), israelischer Investigativjournalist und Sicherheits- und Geheimdienstexperte
- Ronen Eldan (* 1980), israelischer Mathematiker
- Ronen Reichman (* 1960), israelischer Judaist und Publizist
- Ronen Rubinstein (* 1993), US-amerikanischer Schauspieler, Drehbuchautor, Regisseur und Umweltaktivist
- Ronen Steinke (* 1983), deutscher Jurist, Journalist und Buchautor

### Spitzname
- Ronen Sen (* 1944), indischer Diplomat

### Familienname
- Amir Ronen (* 1965), israelischer Informatiker
- Yael Ronen (* 1976), israelisch-österreichische Theaterregisseurin und Autorin